# 365discount
365discount (tidl. Coop365 eller Coop 365discount) er en dansk supermarkedskæde af discountbutikker, der ejes af Coop Danmark. Kæden startede som en test med 15 butikker fra august 2020, og udvidede i foråret 2021 med yderligere 19 butikker. Langt hovedparten af kædens butikker oprettes ved at omdanne Coops eksisterende fakta-butikker. Motivationen for at gennemføre omdannelsen angives primært som et ønske om at gøre Coops discounttilbud mere ansvarligt og grønt. Ved udgangen af 2021 var 70 butikker omdannet. I oktober 2022 var der 220 butikker, og kæden forventede at det samlede antal butikker ved årets udgang ville være 350. Dette godt hjulpet på vej af Coops udmelding d. 14. september 2022 om at lukke fakta-kæden fuldstændigt. fakta i Harreslev, Sønder Løgum og Aventoft syd for den dansk-tyske grænse er de eneste fakta'er tilbage, dog fungere de som grænsebutikker.

## Navnetvetydighed
Kæden har i dens første par leveår af Coop selv været omtalt som både Coop 365, Coop365, Coop 365discount & 365discount. I oktober 2023 ser det dog ud til at at den sidstnævnte form uden Coop anvendes mest konsistent i markedsføringen.